# 밤나비 (1987년 영화)
"밤나비"는 한국에서 제작된 정회철 감독의 1987년 영화이다. 이영욱 등이 주연으로 출연하였고 정도환 등이 제작에 참여하였다.

## 출연

### 주연
- 이영욱
- 이진선
- 방희
- 국정환

## 기타
- 조명: 장기종